# 月刊コミックアライブ
『月刊コミックアライブ』（げっかんコミックアライブ）は、KADOKAWA・メディアファクトリーブランド発行の漫画雑誌。2006年6月27日創刊。毎月27日発売。
本誌オリジナルの作品では『まりあ†ほりっく』（遠藤海成）、『のんのんびより』（あっと）などがテレビアニメ化がされている。

## 連載中作品
作品名五十音順。2025年9月号現在。

### オリジナル作品
- 乙女怪獣キャラメリゼ（蒼木スピカ）：2018年4月号 -
- 吸血鬼のお弁当になりたい（なたがら）：2025年9月号[2] -
- 神聖騎士ディアンナの贖罪（い〜どぅ〜）：2025年9月号[2] -
- ディーふらぐ!（春野友矢）：2008年9月号 -
- 変な部活に入った話（こみねや）：2025年8月号[3] - ※短期集中連載[3]
- 女神敗北 転生のヴァラノワ（RAN）：2023年2月号 -
- 勇者は魔王が好きらしい（赤槻コウ）：2025年5月号[4] -
- りゅうとあまがみ（角丸柴朗）：2025年8月号[3] -

### メディアミックス作品
- 俺の背徳メシをおねだりせずにいられない、お隣のトップアイドルさま（原作：及川輝新 キャラクター原案：緋月ひぐれ 漫画：トガタガト）：2024年9月号[5] -
- ガールズ&パンツァー もっとらぶらぶ作戦です!（原作：ガールズ&パンツァー製作委員会 作画：弐尉マルコ）：2013年7月号 -
- 彼女を奪ったイケメン美少女がなぜか俺まで狙ってくる（原作：福田週人 キャラクター原案：さなだケイスイ 漫画：鹿もみじ）：2024年11月号[6] -
- 神は遊戯に飢えている。（原作：細音啓 キャラクター原案：智瀬といろ 作画：鳥海かぴこ）：2021年10月号 -
- この恋、おくちにあいますか？ 〜優等生の白姫さんは問題児の俺と毎日キスしてる〜（原作：優汰 漫画：むぐら キャラクター原案：ういり）：2025年6月号[7] -
- 新・魔法科高校の劣等生 キグナスの乙女たち（原作：佐島勤 キャラクター原案：石田可奈 作画：La-na）：2021年5月号 -
- 世界の終わりの世界録（原作：細音啓 キャラクター原案：ふゆの春秋 作画：雨水龍）：2015年12月号 -
- なぜ僕の世界を誰も覚えていないのか?（原作：細音啓 キャラクター原案：neco 作画：ありかん）：2018年4月号 -
- 願ってもない追放後からのスローライフ？（原作：シュガースプーン。 キャラクター原案：なたーしゃ 漫画：ヤミーゴ）：2025年5月号[4] -
- ノーゲーム・ノーライフ 第二章 東部連合編（原作・キャラクター原案：榎宮祐 作画：内藤隆）：2022年1月号 -
- はいふり（原作：AIS 作画：阿部かなり）：2015年12月号 -
- はばたけ魔術世界の師弟たち！（原作：平成オワリ 漫画：灯梨 キャラクター原案：Nagu）：2025年1月号[8] -
- 魔技科の剣士と召喚魔王（原作：三原みつき キャラクター原案・作画協力：CHuN 協力：Friendly Land 作画：孟倫）：2013年12月号 -
- 魔術師クノンは見えている（原作：南野海風 キャラクター原案：Laruha 作画：La-na）：2022年6月号 -
- マスカレード・コンフィデンス 詐欺師は少女と仮面仕掛けの旅をする（原作：滝浪酒利 キャラクター原案：Roitz 漫画：koko）：2025年4月号[9] -
- 無慈悲な悪役貴族に転生した僕は掌握魔法を駆使して魔法世界の頂点に立つ 〜ヒロインなんていないと諦めていたら向こうから勝手に寄ってきました〜（原作：びゃくし 漫画：坂井オイ illust.：ファルまろ）：2025年3月号[10] -
- ようこそ実力至上主義の教室へ 2年生編 2nd Stage（原作：衣笠彰梧 キャラクター原案：トモセシュンサク 作画：駒田ハチ）：2025年3月号[11] -
- 酔っぱらい盗賊、奴隷の少女を買う（原作：新巻へもん キャラクター原案：むに 漫画：幾弥なごみ）：2022年8月号 -
- ライアー・ライアー（原作：久追遥希 キャラクター原案：konomi 作画：幸奈ふな）：2019年10月号プレ連載、11月号 -
- ラスボス討伐後に始める二周目冒険者ライフ（原作：朱月十話 キャラクター原案：ファルまろ 漫画：鬼麻正明）：2025年5月号[4] -
- Re:ゼロから始める異世界生活 第四章 聖域と強欲の魔女（原作：長月達平 キャラクター原案：大塚真一郎 構成：相川有 作画：花鶏ハルノ）：2019年11月号 -

### 小説
- Re:ゼロから始める異世界生活 外伝（長月達平）：2014年6月号 -

### 長期休載中
- アイリス・ゼロ（蛍たかな＋ピロ式）：2009年6月号 -
- 彼女と旅する崩壊後世界（貴島煉瓦 ストーリー協力：深見真）：2016年4月号 - 2017年11月号
- 黒と黒と白のプリュネル（原作：にゃるら 漫画：幸奈ふな）：2018年1月号 - 2019年1月号
- 暇人、魔王の姿で異世界へ 時々チートなぶらり旅（原作：藍敦 キャラクター原案：桂井よしあき 作画：獅童ありす）：2017年4月号予告編、5月号 - 11月号
- 機巧少女は傷つかない（原作：海冬レイジ キャラクター原案：るろお 作画：高城計）：2010年6月号 -
- 魔法科高校の劣等生 司波達也暗殺計画（原作：佐島勤 キャラクター原案：石田可奈 作画：一乃ゆゆ）：2019年7月号 -
- ようこそ実力至上主義の教室へ（原作：衣笠彰梧 キャラクター原案：トモセシュンサク 作画：一乃ゆゆ）：2016年3月号 -

## 連載終了作品

### オリジナル作品（終了）
- アーク：ロマンサー（原作：林達永 作画：金素姫）：2014年7月号 - 2015年4月号
- 朝まで授業chu!（原作：太田顕喜 作画：むにゅう）：2008年8月号 - 2016年1月号
- あなたの順位おしえてくださいっ（春日沙生）：2017年10月号 - 2018年12月号
- あの娘にキスと白百合を（缶乃）：2014年1月号 - 2019年4月号
- 新神さまの異能世界（幸奈ふな）：2016年1月号 - 11月号
- あやかしこ（ヒジキ）：2015年5月号 - 2017年8月号 →『コミックキューン』に移籍
- ありすorありす〜シスコン兄さんと双子の妹〜（梱枝りこ）：2013年11月号 - 2015年9月号 →『コミックキューン』に移籍
- いいなり!!吸血姫（草壁レイ）：2008年7月号 - 2010年3月号
- イエローゲート!（森みさき）：2010年2月号 -
- 異世界宗教へようこそ!（咲竹ちひろ）：2019年2月号 - 2020年8月号
- ウルトラなネコ（山本でいち）：2021年11月号 - 2022年9月号
- 桜花絢爛生徒会 〜Little God bless you!〜（倉藤倖）：2008年11月号 - 2009年10月号 ※休載ののち2009年10月号において連載終了が発表された
- オカルトメイデン 陽章 鬼を継ぐ少年（原作・監修：平坂読 作画：ヒロイチ）：2013年12月号 - 2015年1月号
- 幼なじみとトランクス あの娘はホントに女の子?（吉原雅彦）：2019年8月号 - 2021年2月号
- Oz-オズ-（原作：岩井恭平 作画：刻夜セイゴ）：2008年11月号 - 2011年3月号
- 御伽大戦 ファンタズマ（吉村英明）：2013年5月号 - 2014年7月号
- おまかせ精霊（青本もあ）：2006年8月号（創刊号） - 2008年11月号
- 俺んちのメイドさん（大原ロロン）：2015年5月号 - 2015年9月号 →『コミックキューン』に移籍
- カーグラフィティJK（さきしまえのき）：2015年5月号 - 2018年4月号
- 腕撃のパンツァー（牛乳のみお）：2022年2月号 - 2022年12月号
- ガイスターバーン（山本賢治）：2006年8月号（創刊号） - ※ 長期間休載扱いだったが2010年4月号で連載終了を告知、1巻までで未収録回あり
- ガスマスクガール（御影石材）：2009年12月号 - 2010年12月号
- 褐色編集さんとショタ漫画家（ごくげつ）：2020年4月号 - 2021年12月号
- 神ぷろ。（國津武士）：2006年8月号（創刊号） - 2008年3月号
- かわいいハンター（武シノブ）：2013年10月号 - 2015年4月号
- 神太刀女（原作：爲我井徹・作画：タスクオーナ）：2007年6月号 -
- ギオンのツガイ（藤ます）：2015年5月号 - 2017年1月号
- 奇想天才ジーニアズ!（咲竹ちひろ）：2017年12月号 - 2018年9月号
- くだみみの猫（中山幸）：2014年3月号 - 2018年1月号 →『コミックキューン』に移籍
- クラウドヘブン -壊れゆく彼女-（神楽武志×両角潤香）：2016年8月号予告編、9月号 - 2018年8月号
- グレースケールチルドレン（あきづきりょう）：2006年9月号 - 2007年7月号
- 黒のカミサマと白のアデプト（柴嶺タカシ）：2018年6月号 - 2022年8月号 →『ComicWalker』「アライブ＋」レーベルに移籍
- 黒森さんはスマホが使えない（吉原雅彦）：2018年1月号 - 2019年4月号
- 県立雲田場高校地球侵略部（新久保だいすけ）：2006年8月号（創刊号） - 2008年4月号
- こあくまメレンゲ（あっと）：2007年12月号 - 2008年1月号、4月号、7月号 - 9月号、11月号 - 2009年3月号
- CODE:RED（かみや草月）：2009年4月号 - 2010年4月号
- 黒焔の戦乙女（梶沖たくま）：2018年10月号 - 2020年7月号
- この世界はツイている（伊吹有）：2018年2月号 - 2019年4月号
- コンビニロボットぽぷりちゃん（林雄一）：2009年5月号、9月号、11月号、2010年2月号 - 2013年2月号
- サイ：テイカー -二人のアルテミス-（原作：林達永 作画：李秀顯）：2012年3月号 - 2013年3月号
- ささめきこと（いけだたかし）：2007年7月号 - 2011年11月号
- ざんねん! 番長ちゃん（林雄一）：2013年8月号 - 2014年10月号
- シークレットの向こう側（吉川英朗）：2014年11月号 - 2015年12月号
- しはるじぇねしす（近藤るるる）：2006年8月号（創刊号） - 2010年1月号
- 純情無敵オトメ少年（さかいゆうすけ）：2006年9月号 - 2007年3月号
- 女子大生の日常（津々巳あや）：2013年11月号 - 2016年3月号
- 私立トアール学園2年☆組物語（石川マサキ）：2006年10月号 - 2007年12月号
- スレイプニル（槌居）：2014年6月号 - 2015年3月号
- 聖戦テイルズ（士土大介）：2008年8月号 - 2009年7月号
- セブンシスターズ（藤岡とき）：2011年8月号 -
- 総天然色乙女組（みなづき忍）：2008年1月号 - 2009年5月号
- タブー・タトゥー（真じろう）：2010年1月号 - 2017年8月号
- 玉藻の恋（ミト）：2020年4月号 - 2020年9月号
- 断裁分離のクライムエッジ（緋鍵龍彦）：2009年5月号 - 2015年9月号
- ダンジョンの幼なじみ（久真やすひさ）：2022年3月号 - 2022年9月号 ※『ComicWalker』「アライブ＋」レーベルに移籍
- ちいさな森のオオカミちゃん（わたあめ）：2019年7月号 - 2021年2月号
- ついったーさん（槻木こうすけ）：2016年6月号 - 2019年1月号
- つれづれダイアリー（草野ほうき）：2016年7月号 - 2018年4月号
- デイドリームネイション（kashmir）：2006年8月号（創刊号） - 2013年5月号
- トカゲ爆発しろ（okamura）：2020年3月号 - 2022年6月号
- TRIO De PINCH!!（ありがひとし）：2006年11月号 - 2007年4月号
- ネフィリム（草壁レイ）：2006年8月号（創刊号） - 2008年3月号
- ノロマジョ（青本もあ）：2009年2月号 - 2010年2月号
- のんのんびより（あっと）：2009年11月号 - 2021年4月号
  - のんのんびより りめんばー（あっと）：2021年7月号 - 2022年3月号 ※短期集中連載
- バーバ・ヤガー（きづきあきら＋サトウナンキ）：2008年1月号 - 2012年4月号
- はっぴぃでぃずあかでみぃ（坂巻あきむ）：2006年8月号（創刊号） - 2008年2月号
- ハニーコスモス（須田さぎり）：2006年8月号（創刊号） - 2007年4月号
- Parabellum -パラベラム-（吉岡榊）：2007年4月号 - 2008年8月号
- はんな of the Z（吉川かば夫）：2006年9月号 - 2008年1月号
- ひまわりさん（菅野マナミ）：2011年3月号[注 1] - 2022年2月号（本編[12]）、2022年3月号 - 2022年9月号
- ぷこりな！（新久保だいすけ）：2008年8月号 - 2009年3月号
- ブラック彼女（吉原雅彦）：2015年12月号 - 2017年7月号
- ブレイクハンズ 〜星石を継ぐ者〜（佐々木ミノル）：2008年7月号 - 2009年8月号
- フロアに魔王がいます（脚本：はと 作画：川上真樹）：2014年12月号 -
- ベイビー・ブルー・クラスター（原作：にゃるら 作画：Be-con）：2021年1月号 - 2022年3月号
- ベリアル様は四天王の中でも××（林雄一）：2019年2月号 - 2020年9月号
- 放課後ビッチクラフト（原作：志瑞祐 作画：市原和真）：2018年10月号 - 2020年11月号
- BONE CRUSHER（いづなよしつね）：2006年8月号（創刊号） - 2007年6月号）
- ボクが勇者で魔王もボクで（原作：太田顕喜 作画：炎堂たつや）：2019年9月号 - 2021年5月号
- ぼくらのらぶたいぷ（ひな。）：2006年8月号（創刊号） -
- ポケドル -The idol project-（バラマツヒトミ）：2015年4月号 - 2016年4月号
- まりあ†ほりっく（遠藤海成）：2006年8月号（創刊号） - 2015年1月号
- みずたまリンドウ（宗我部としのり）：2012年6月号 - 10月号
- 未来少女エモモーション（原作：海冬レイジ 衣装デザイン：るろお 作画：飯田のぎ）：2011年5月号 - 2012年4月号
- ムクロヒメ＜骸姫＞（龍炎狼牙）：2006年8月号（創刊号） - 2007年6月号
- 明×暗SCRAMBLE（津々巳あや 原案協力：空木春花）：2016年10月号 - 2018年3月号
- モダン†ロマネスコ（きくらげ）：2022年1月号 - 2022年12月号
- モモタノハナ（井ノ本リカ子）：2006年8月号（創刊号） - 2007年9月号
- 勇者運送屋（三ツ矢だいふく）：2021年5月号 - 2022年8月号 →『ComicWalker』「アライブ＋」レーベルに移籍
- ゆめくり（博）：2012年3月号 - 2017年2月号
- ゆるりずむ（武田みか）：2006年8月号（創刊号） - 2007年1月号
- 夜縛◆夜明曲（RAN）：2017年6月号予告編、7月号 - 2022年3月号
- らのべのへん!（原作：弓弦イズル 作画：山木鈴）：2010年10月号 - 2011年8月号
- 乱刃（空十雲）：2009年6月号 - 2010年6月号
- ランドセルと異世界さんぽ（くぼたまこ）：2019年8月号 -
- レッチリ（こぶだし）：2016年3月号 - 2020年4月号
- RE:BIRTH -The Lunatic Taker-（原作：林達永 作画：李秀顯）：2009年7月号 - 2011年12月号
- 恋愛ダメ、ゼッタイ（神楽武志×両角潤香）：2020年3月号 - 2021年11月号
- 恋愛遊星（倉橋ユウス）
- ロゼッタ 〜薔薇の聖十字騎士〜（吉岡榊）：2009年3月号 - 2010年4月号
- 私の傷は死んでも消さない（緋鍵龍彦）：2019年10月号 - 2021年7月号

### メディアミックス作品（終了）
- アキトはカードを引くようです（原作：川田両悟 キャラクター原案：よう太 作画：浅草九十九）：2020年1月号 - 2021年5月号
- あそびにいくヨ!（原作：神野オキナ キャラクター原案：放電映像・西E田 作画：888）：2006年10月号 - 2014年8月号
- アブソリュート・デュオ（原作：柊★たくみ キャラクター原案：浅葉ゆう 作画：成家慎一郎）：2013年6月号予告編、7月号 - 2017年9月号
- アブソリュート・デュオ TEA PARTY（原作：柊★たくみ キャラクター原案：浅葉ゆう 作画：及川徹）：2014年12月号 - 2015年2月号 ※短期集中連載
- 天色*アイルノーツ（原作：ゆずソフト 作画：季月えりか）：2013年9月号 - 2014年3月号
- アメイジング・グレイス -What color is your attribute?-（原作：きゃべつそふと キャラクター原案：梱枝りこ 漫画：ばにら棒）：2018年10月号 - 2019年2月号
- アンジュ・ヴィエルジュ プルミエ（原作：アンジュ・プロジェクト 作画：rory）：2013年11月号 - 2014年4月号
- 「一緒に寝たいんですよね、せんぱい？」と甘くささやかれて今夜も眠れない（原作：ヰ森希恋 キャラクター原案：むにんしき 漫画：みんたろう）：2023年10月号 - 2024年10月号[13]
- いづれ神話の放課後戦争（原作：なめこ印 キャラクター原案：よう太 作画：しのはらしのめ）：2016年7月号予告編、8月号 - 2018年1月号
- 妹が女騎士学園に入学したらなぜか救国の英雄になりました。ぼくが。（原作：ラマンおいどん キャラクター原案：なたーしゃ 漫画：萩原エミリオ）：2023年11月号 - 2025年3月号[14]
- IS 〈インフィニット・ストラトス〉（原作：弓弦イズル キャラクター原案：okiura 作画：赤星健次）：2010年7月号第0話掲載、8月号 - 2012年9月号
  - あいえすっ!（原作：弓弦イズル キャラクター原案：okiura 作画：今拓人）：2011年2月号 - 2012年10月号
- 失われた未来を求めて（原作：内浜学園天文学会 作画：神楽武志）：2014年12月号 - 2015年12月号
- 86-エイティシックス- オペレーション・ハイスクール（原作：安里アサト キャラクター原案：しらび 作画：染宮すずめ）：2020年8月号 - 2021年10月号
  - 86-エイティシックス-フラグメンタルネオテニー（原作：安里アサト キャラクター原案：しらび 作画：シンジョウタクヤ）：2021年6月号 - 2022年12月号
  - 86-エイティシックス-魔法少女レジーナ☆レーナ 〜戦え！銀河航行戦艦サンマグノリア〜（原作：安里アサト キャラクター原案：しらび 作画：染宮すずめ）：2023年5月号 - 2025年4月号[9]
- えむえむっ!（原作：松野秋鳴 キャラクター原案：QP:flapper 作画：氷樹一世）：2008年9月号 - 2012年4月号
- エルフ嫁と始める異世界領主生活（原作：鷲宮だいじん キャラクター原案：Nardack 作画：三木秋良）：2016年11月号予告編、12月号 - 2019年2月号
- オーバーイメージ（原作：遊佐真弘 キャラクター原案：さんた茉莉 作画：ちび丸）：2012年10月号 - 2013年7月号
- 幼なじみが絶対に負けないラブコメ（原作：二丸修一 キャラクター原案：しぐれうい 作画：井冬良）：2020年1月号 - 2024年7月号[15]
  - 幼なじみが絶対に負けないラブコメ お隣の四姉妹が絶対にほのぼのする日常（原作：二丸修一 キャラクター原案：しぐれうい 作画：葵季むつみ）：2021年3月号 - 2023年1月号
- 教え子に脅迫されるのは犯罪ですか?（原作：さがら総 キャラクター原案：ももこ 作画：かわせみまきこ）：2018年8月号 - 2020年1月号
- オトコを見せてよ倉田くん!（原作：斉藤真也 キャラクター原案：フミオ 作画：なまもななせ）：2010年11月号 - 2012年1月号
- お兄ちゃんだけど愛さえあれば関係ないよねっ（原作：鈴木大輔 キャラクター原案：閏月戈 作画：緑青黒羽）：2011年11月号予告編、12月号 - 2015年7月号
  - 魁!!お兄ちゃんだけど愛さえあれば関係ないよねっ（原作：鈴木大輔 キャラクター原案：閏月戈 作画：山根玲）：2012年7月号 -
- おまえをオタクにしてやるから、俺をリア充にしてくれ!（原作：村上凛 キャラクター原案：あなぽん 作画：葵季むつみ）：2012年6月号予告編、7月号 - 2015年9月号
- オルタンシア・サーガ（彭傑＆正璽）：2020年5月号 - 2021年1月号
- 俺たちに翼はない -フラグメンツ-（原作：Navel 作画：森みさき）：2011年4月号 - 2012年2月号
- おれと一乃のゲーム同好会活動日誌（原作：葉村哲 キャラクター原案：ほんたにかなえ 作画：森みさき）：2012年1月号予告編、2月号 - 2013年2月号
- 俺のお嫁さん、変態かもしれない（原作：くろい キャラクター原案：あゆま紗由 漫画：神楽武志×両角潤香）：2022年8月号 - 2024年11月号[16]
- 女騎士さん、ジャスコ行こうよ（原作：伊藤ヒロ キャラクター原案：霜月えいと 作画：888）：2015年8月号予告編、9月号 - 2016年10月号
- ガールズ&パンツァー リトルアーミー（原作：ガールズ&パンツァー制作委員会 作画：槌居）：2012年8月号 - 2013年3月号
- ガールズ&パンツァー リトルアーミーII（原作：ガールズ&パンツァー制作委員会 作画：槌居 協力：鈴木貴昭・グラフィニカ）：2015年6月号 - 2016年5月号
- CHAOS;HEAD-BLUE COMPLEX-（原作：ニトロプラス×5pb. 作画：沙垣長子）：2008年11月号 - 2009年9月号
- 鏡のむこうの最果て図書館 光の勇者と偽りの魔王（原作：冬月いろり キャラクター原案：Namie 作画：三登いつき）：2019年7月号 - 2020年9月号
- 学☆王 〜the twinkle star story〜（原作：Lump of Sugar 作画：舘津テト）：2012年12月号 - 2013年5月号
- 学戦都市アスタリスク（原作：三屋咲ゆう キャラクター原案：okiura 作画：にんげん）：2013年3月号予告編、7月号 - 2016年11月号
- 陰からマモル!（原作：阿智太郎 作画：まだらさい）：2006年8月号（創刊号） - 、2015年1月号 - 4月号、2021年11月号 - 2022年2月号 ←『コミックフラッパー』から移籍
- かのこん（原作：西野かつみ キャラクター原案：狐印 作画：山木鈴）：2006年8月号（創刊号） - 2010年8月号
- 艦隊これくしょん -艦これ- いつか静かな海で（原作：田中謙介 協力：C2機関 作画：さいとー栄）：2013年12月号予告編、2014年1月号 - 2016年8月号
- 喫茶ステラと死神の蝶（原作：ゆずソフト 作画：せせなやう）：2020年3月号[17] - 2021年4月号
- 君の名は。（原作：新海誠 作画：琴音らんまる）：2016年7月号 - 2017年3月号
- 逆襲のドラゴンライダー（原作：逆襲のドラゴンライダー製作委員会 ストーリー協力：さかもとゆかり 作画：さがら梨々）：2013年10月号 - 2014年2月号
- きゅーきゅーキュート!（原作：野島けんじ キャラクター原案：武藤此史 作画：藤井理乃）：2008年10月号 - 2010年4月号
- 究極進化したフルダイブRPGが現実よりもクソゲーだったら（原作：土日月 キャラクター原案：よう太 作画：木野）：2021年3月号 - 2022年3月号
- クイーンズブレイド 流浪の戦士（原作：ホビージャパン 作画：吉川かば夫）：2008年10月号 - 2010年2月号
- 空戦魔導士候補生の教官（原作：諸星悠 キャラクター原案：甘味みきひろ（アクアプラス） 作画：獅童ありす）：2014年9月号 - 2016年9月号
- Classroom☆Crisis（原作：MONTWO 作画：たかの雅治）：2015年8月号第0話掲載、9月号 - 2016年4月号
- GRAVITY DAZE 2 重力的眩暈追想譚（原作：ソニー・インタラクティブエンタテインメント 漫画：くつがえる）：2017年9月号 - 2018年9月号
- SSSS.GRIDMAN 姫とサムライ（原作：SSSS.GRIDMAN 作画：戸流ケイ）：2019年12月号 - 2022年4月号
- クロウ・レコード <Infinite Dendrogram Another>（原作：海道左近 キャラクター原案：タイキ 作画：La-na）：2019年7月号 - 2021年4月号
- 剣鬼恋歌 〜Re:ゼロから始める異世界生活†真銘譚〜（原作：長月達平 キャラクター原案：大塚真一郎 作画：野崎つばた）：2018年11月号予告編、2019年1月号 - 2021年7月号
- 剣神の継承者（原作：鏡遊 キャラクター原案：みけおう 作画：神楽武志）：2013年7月号予告編、8月号 - 2014年7月号
- けんぷファー（原作：築地俊彦 キャラクター原案：せんむ 作画：橘由宇）：2008年4月号 - 2013年8月号
- 恋がさくころ桜どき Graceful blue（原作：ぱれっと 作画：毒田ペパ子）：2013年12月号 - 2015年6月号
- コープスパーティー Book of Shadows（原作：祁答院慎 作画：織衣美歌）：2011年12月号予告編、2012年1月号 - 2014年3月号
- コープスパーティー;娘（原作：祁答院慎 作画：織衣美歌）：2010年10月号 - 2012年9月号
- この仮面の悪魔に相談を!（原作：暁なつめ キャラクター原案：三嶋くろね 作画：染宮すずめ）：2018年3月号予告編、4月号 - 2019年3月号
  - この素晴らしい世界に日常を!（原作：暁なつめ キャラクター原案：三嶋くろね 作画：染宮すずめ）：2016年11月号 - 2017年10月号
  - この素晴らしい世界に爆焔を!（原作：暁なつめ キャラクター原案：三嶋くろね 作画：森野カスミ）：2016年6月号予告編、7月号 - 2018年2月号
  - この素晴らしい世界に祝福を! ファンタスティックデイズ（原作：暁なつめ キャラクター原案：三嶋くろね 漫画：森野カスミ）：2022年5月号 - 2024年7月号[15]
- この中に1人、妹がいる!（原作：田口一 キャラクター原案：CUTEG 作画：もっつん*）：2011年7月号 - 2013年12月号
- この部室は帰宅しない部が占拠しました。（原作：おかざき登 キャラクター原案：ぺこ 作画：rin）：2012年9月号 - 2013年6月号
- サイダーのように言葉が湧き上がる（原作：フライングドッグ 作画：おおのいも）：2020年1月号 - 2021年5月号
- サノバウィッチ（原作：ゆずソフト 作画：季月えりか）：2015年1月号 - 6月号
- 三角の距離は限りないゼロ（原作：岬鷺宮 キャラクター原案：Hiten 作画：森野カスミ）：2019年5月号予告編、6月号 - 2021年1月号
- 自称Fランクのお兄さまがゲームで評価される学園の頂点に君臨するそうですよ?（原作：三河ごーすと キャラクター原案：ねこめたる 作画：sorani）：2018年5月号[18] - 2024年5月号[19]
- 終末なにしてますか? 忙しいですか? 救ってもらっていいですか?（原作：枯野瑛 キャラクター原案：ue 作画：せうかなめ）：2016年8月号予告編、9月号 - 2018年7月号
- 祝福のカンパネラ パルツォーレ! トルティア姉妹!（原作：ういんどみるOasis 構成協力：唯人 作画：候之奏枝）：2009年12月号 - 2010年10月号
- シャインポスト（原作：駱駝 キャラクター原案：ブリキ かわせみまきこ）：2022年3月号 - 2023年1月号
- STEINS;GATE（原作：5pb.×ニトロプラス 作画：さらちよみ）：2009年12月号 - 2013年9月号
  - しゅたいんず・げーと!（原作：5pb.×ニトロプラス 作画：nini）：2011年3月号 - 2012年5月号
- SHOW BY ROCK!! クリティクリスタ♪クリクリ伝説（原作・著作・監修：サンリオ 漫画：羊箱）：2016年5月号 - 2017年2月号
- SYNDUALITY ELLIE（原作：MAGUS 漫画：みしまひろじ 脚本：波多野大）：2023年9月号[20] - 2024年12月号[21]）
- 神童勇者とメイドおねえさん（原作：望公太 キャラクター原案：ぴょん吉 作画：上杉響士郎）：2020年1月号 - 2023年11月号
- 人類は衰退しました ようせい、しますか?（原作：田中ロミオ 原作イラスト：戸部淑 作画：吉祥寺笑）：2012年3月号 - 2013年3月号
- 数学ガール ゲーデルの不完全性定理（原作：結城浩 作画：茉崎ミユキ）：2010年12月号 - 2011年12月号
- 数字で救う！弱小国家 電卓で戦争する方法を求めよ。ただし敵は剣と火薬で武装しているものとする。（原作：長田信織  キャラクター原案：紅緒 作画：えかきびと）：2019年9月号 - 2022年8月号
- 好きすぎるから彼女以上の、妹として愛してください。（原作：滝沢慧 キャラクター原案：平つくね 作画：吉原雄彦）：2021年12月号 - 2022年10月号
- スパイ教室（原作：竹町 キャラクター原案：トマリ 作画：せうかなめ）：2020年7月号 - 2022年6月号
- スパイ教室 スパイ教室 2部 愛娘（原作：竹町 キャラクター原案：トマリ 作画：べにしゃけ）：2022年8月号 - 2023年11月号
- スパイ教室 スパイ教室 3部 忘我（原作：竹町 キャラクター原案：トマリ 作画：せうかなめ）：2022年8月号 - 2023年11月号
- 世紀末オカルト学院（原作：A-1 Pictures 作画：戸流ケイ）：2010年8月号 - 12月号
- 聖剣の刀鍛冶（原作：三浦勇雄 キャラクター原案：屡那 作画：山田孝太郎）：2009年5月号 - 2017年3月号
- 星刻の竜騎士（原作：瑞智士記 キャラクター原案：〆鯖コハダ 作画：RAN）：2011年6月号 - 2017年1月号
- 精霊使いの剣舞（原作：志瑞祐 キャラクター原案：桜はんぺん 作画：吉平善哉）：2011年8月号 - 2012年3月号 ※作画担当者の体調不良により連載終了[要出典]
- 精霊使いの剣舞（原作：志瑞祐 キャラクター原案：桜はんぺん 作画：氷樹一世）：2012年9月号 - 2017年3月号
- 絶対★魔王〜ボクの胸キュン学園サーガ〜（原作：SCORE 作画：よしの）：2010年3月号 - 2011年3月号
- ゼロのちゅかいま -よーちえんnano!-（原作：ヤマグチノボル キャラクター原案：兎塚エイジ 作画：タカムラマサヤ）：2009年11月号 - 2012年5月号
- ゼロの使い魔（原作：ヤマグチノボル キャラクター原案：兎塚エイジ 作画：望月奈々）：2006年8月号（創刊号） - 2009年10月号
- ゼロの使い魔外伝 タバサの冒険（原作：ヤマグチノボル キャラクター原案：兎塚エイジ 作画：今拓人）：2007年12月号 - 2010年7月号
- ゼロの使い魔 シュヴァリエ（原作：ヤマグチノボル キャラクター原案：兎塚エイジ 作画：緋賀ゆかり）：2010年3月号 - 2013年5月号
- せんせい、まちがってます。（原作：岸杯也 キャラクター原案：プリンプリン 作画：草壁レイ）：2014年11月号予告編、12月号 - 2015年5月号
- 戦闘員、派遣します!（原作：暁なつめ キャラクター原案：カカオ・ランタン 作画：鬼麻正明）：2018年5月号[18] - 2024年5月号[19]
- 戦翼のシグルドリーヴァ ノンスクランブル（原作：戦翼倶楽部 作画：阿部かなり）：2020年9月号 - 2022年5月号
- 閃乱カグラ -少女達の真影-（原作：高木謙一郎 作画：鷹爪あまみ）：2011年10月号 - 2015年2月号
- 千恋*万花（原作：ゆずソフト 作画：季月えりか）：2016年6月号 - 2017年4月号
- 蒼柩のラピスラズリ（原作：あさのハジメ キャラクター原案：菊池政治 作画：吉岡公威）：2013年6月号 - 2014年2月号
- 続・この素晴らしい世界に爆焔を!（原作：暁なつめ キャラクター原案：三嶋くろね 作画：森野カスミ）：2018年3月号予告編、4月号 - 2020年7月号
- 宇宙よりも遠い場所（原作：よりもい 作画：宵町めめ）：2018年2月号 - 2019年4月号
- 大図書館の羊飼い 〜ひとりぼっちの歌姫〜（原作：オーガスト 作画：佃煮のりお）：2012年11月号 - 2013年10月号
- 対魔導学園35試験小隊（原作：柳実冬貴 キャラクター原案：切符 作画：安村洋平）：2015年2月号 - 2016年2月号
- takt op. 運命は真紅き旋律の街を[注 2]（原作：DeNA 広井王子 作画：木野）：2022年10月号 - 2024年4月号[22]
- 堕天の狗神 -SLASHDØG-（原作：石踏一榮、作画：きくらげ）：2020年2月号 - 2021年1月号
- 誰が喚んだの!? 〜異世界とゲーム作りとリクルート召喚〜（原作：木緒なち&KOMEGAMES キャラクター原案：宇都宮つみれ（まどそふと） 作画：神無月羽兎）：2018年11月号予告編、12月号 - 2020年1月号
- 探偵はもう、死んでいる。（原作：二語十 キャラクター原案：うみぼうず 作画：麦子）：2020年7月号 - 2023年12月号
- 探偵はもう、死んでいる。-the lost memory-（原作：二語十 キャラクター原案：うみぼうず 作画：Poni）：2021年3月号 - 2022年11月号
- チアーズ!（原作：赤松中学 キャラクター原案：こぶいち 作画：せうかなめ）：2018年10月号予告編、11月号 - 2020年4月号
- 西野 〜学内カースト最下位にして異能世界最強の少年〜（原作：ぶんころり キャラクター原案：またのんき▼ 作画：しのはらしのめ）：2019年5月号 - 2020年7月号
- 超次元ゲイム ネプテューヌ（原作：ネプテューヌ製作委員会 構成協力：秋風緋色 作画：オリコ）：2013年9月号予告編、10月号 - 2014年3月号
- ちょっぴりえっちな三姉妹でも、お嫁さんにしてくれますか?（原作：浅岡旭 キャラクター原案：アルデヒド 作画：鹿もみじ）：2020年2月号 - 2022年7月号 →『ComicWalker』「アライブ＋」レーベルに移籍
- つうかあ えぶりでぃ（原作：にこいち / 「つうかあ」製作委員会 漫画：えろ豆）：2017年11月号 - 2018年3月号
- つきツキ!（原作：後藤祐迅 キャラクター原案：梱枝りこ 作画：柴嶺タカシ）：2011年8月号 - 2016年7月号
- ティアーズ・トゥ・ティアラ 花冠の大地（原作：アクアプラス 作画：城爪草）：2009年4月号 - 2010年8月号
- DESTINY CHILD（企画・原作：キム・ヒョンテ 漫画：林雄一 監修：SHIFT UP/STAIRS）：2018年4月号 - 2018年9月号
- できそこないの魔獣錬磨師（原作：見波タクミ キャラクター原案：狐印 作画：YUI）：2016年8月号 - 2018年6月号
- DRACU-RIOT!（原作：ゆずソフト 作画：季野このき）：2012年4月号予告編、5月号 - 2013年4月号
- ドラキュラやきん!（原作：和ヶ原聡司  キャラクター原案：有坂あこ 作画：浅草九十九）：2021年5月号[23] - 2022年7月号
- 七つの大罪 日常黙示録（原作：「sin 七つの大罪」パートナーズ 漫画：幸奈ふな）：2017年2月号 - 2017年8月号
- なみいろ（原作：WINLIGHT 作画：葵季むつみ）：2011年11月号 - 2012年5月号
- ナルキッソス（原作：片岡とも 作画：江戸屋ぽち）：2009年1月号 - 2010年2月号
- ノーゲーム・ノーライフ（原作・キャラクター原案：榎宮祐 作画：柊ましろ・榎宮祐）：2013年3月号 - 2013年11月号、2017年9月号 - 2017年11月号
- ノーゲーム・ノーライフ・です!（原作・キャラクター原案：榎宮祐 作画：ユイザキカズヤ）：2015年7月号 - 2018年1月号
- 乃木坂明日夏の秘密（原作：五十嵐雄策 キャラクター原案：しゃあ 作画：ハレノチアメ）：2019年9月号 - 2021年3月号
- ハイスクール・フリート ローレライの乙女たち（原作：AIS 作画：槌居）：2016年7月号予告編、8月号 - 2017年10月号
- ぱすてるメモリーズ（原作：『ぱすてるメモリーズ』製作委員会 漫画：鹿乃快楽）：2019年2月号 - 2019年5月号
- はぴねす!（原作：ういんどみる 作画：藤井理乃）：2006年8月号（創刊号） - 2007年6月号
- バロックナイト（原作：葉村哲 キャラクター原案：ほんたにかなえ 作画：森みさき）：2013年8月号予告編、9月号 - 2014年9月号
- ヒーラー・ガール espressivo（原作：BNF・3Hz・入江泰浩 協力：Healer Girl Project 作画：おおのいも）：2022年7月号 - 2023年6月号
- 緋弾のアリア Gの血族（原作：赤松中学 キャラクター原案：こぶいち 作画：こよかよしの）：2009年10月号予告編、11月号 - 2022年8月号[注 3]→『ComicWalker』「アライブ＋」レーベルに移籍
- 緋弾のアリアちゃん（原作：赤松中学 キャラクター原案：こぶいち 作画：武しのぶ）：2011年5月号 - 2012年6月号
- ビブリア古書堂の事件手帖スピンオフ こぐちさんと僕のビブリアファイト部活動日誌（原作：峰守ひろかず 原案：三上延 キャラクター原案：おかだアンミツ・越島はぐ 作画：葵季むつみ）：2018年5月号 - 2019年6月号
- ファンタジスタドール 〜プレリュードかがみ〜（原作：ファンタジスタドールプロジェクト/FD製作委員会 ストーリー原案：谷口悟朗 作画：鍵空とみやき）：2013年7月号 - 11月号
- ファントム〜Requiem for the phantom〜（原作：ニトロプラス 作画：柊柾葵）：2009年2月号予告編、3月号 - 2010年4月号
- 豚公爵に転生したから、今度は君に好きと言いたい（原作：合田拍子 キャラクター原案：nauribon 作画：fujy）：2018年4月号 - 2023年1月号
- ぷいぷい!（原作：夏緑 作画：なもり）：2007年5月号 - 2009年4月号
- 風水学園（原作：夏緑 作画：祥寺はるか）：2006年8月号（創刊号） - 2007年1月号
- フラ・フラダンス（作画：志藤ミネ 協力：おしゃれサロンなつなぎ）：2021年3月号 - 2021年12月号
- プリズム・アーク（原作：ぱじゃまそふと 作画：FBC）：2007年8月号 - 2009年2月号
- 古き掟の魔法騎士（漫画：カワバタヨシヒロ、原作：羊太郎、キャラクター原案：遠坂あさぎ）：2021年9月号 - 2023年10月号
- ペンギン・ハイウェイ（原作：森見登美彦 漫画：屋乃啓人）：2018年5月号 - 2019年4月号
- 変態王子と笑わない猫。（原作：さがら総 キャラクター原案：カントク 作画：お米軒）：2011年6月号 - 2018年4月号
- 変態王子と笑わない猫。にゃ!（原作：さがら総 キャラクター原案：カントク 作画：華師）：2013年1月号 - 4月号
- 僕は友達が少ない（原作：平坂読 キャラクター原案：ブリキ 作画：いたち）：2010年5月号第0話掲載、6月号 - 2021年2月号
- 僕は友達が少ない ショボーン!（原作：平坂読 キャラクター原案：ブリキ 脚本・構成：風華チルヲ 作画：しらび）：2011年12月号 - 2012年9月号
- 僕は友達が少ない はがない日和（原作：平坂読 キャラクター原案：ブリキ 作画：bomi・木瓜庵）：2012年10月号 - 2013年4月号
- 星恋*ティンクル 〜BROTHER COMPLEX〜（原作：きゃべつそふと キャラクター原案：梱枝りこ 作画：ぺけ）：2016年11月号 - 2017年3月号
- まえせつ！（原作：むげんだい∞ キャラクター原案：美水かがみ 作画：水無月羽兎）：2020年9月号 - 2021年7月号
- まじしゃんず・あかでみい（原作：榊一郎 キャラクター原案：BLADE 作画：仲尾ひとみ）：2008年6月号 - 2010年1月号
- 魔法使いで引きこもり? 〜モフモフ以外とも心を通わせよう物語〜（原作：小鳥屋エム キャラクター原案：戸部淑 作画：YUI）：2018年8月号予告編、10月号 - 2021年2月号
- まぞくのじかん（原作：アンビション 漫画：CZ）：2014年3月号 - 11月号 →ComicWalkerに移籍
- まよチキ!（原作：あさのハジメ キャラクター原案：菊池政治 作画：にぃと）：2010年9月号 - 2014年1月号
- 蟲と眼球とテディベア（原作：日日日 作画：浅見百合子）：2006年8月号（創刊号） - 2009年10月号
- 盟約のリヴァイアサン（原作：丈月城 キャラクター原案：仁村有志 構成協力：ばう 作画：舘津テト）：2013年10月号予告編、12月号 - 2015年3月号
- メモリーズオフ6 〜T-wave〜（原作：5pb. 作画：久松ゆのみ）：2008年9月号 - 2009年1月号
- モーレツ宇宙海賊 ABYSS OF HYPERSPACE -亜空の深淵-（原作：劇場版モーレツ宇宙海賊製作委員会 原案：笹本祐一 脚本：佐藤竜雄 アニメーションキャラクター原案：あきまん 作画：ちび丸）：2014年2月号 - 11月号
- ゆにおん!（脚本：白鳥士郎 作画：Hisasi）：2014年10月号 ※第1話のみ掲載
- ようこそ実力至上主義の教室へ √堀北（原作：衣笠彰梧 キャラクター原案：トモセシュンサク 作画：サカガキ）：2017年8月号 - 2018年7月号
- ようこそ実力至上主義の教室へ 2年生編（原作：衣笠彰梧 キャラクター原案：トモセシュンサク 作画：紗々音シア）：2022年2月号 - 2025年2月号[24]
- ラーメン天使プリティメンマ（原案：木尾士目 作画：城井のりあ、『げんしけん』からのスピンオフ作品）：2007年11月号 - 2008年2月号）
- ライフアライヴ! キミと始める学園総選挙（原作：あさのハジメ キャラクター原案：ゆーげん 構成：しっぽ 作画：ねこめたる）：2014年10月号予告編、11月号 - 2015年4月号
- 楽園ノイズ（原作：杉井光 キャラクター原案：春夏冬ゆう 漫画：篠アキサト）：2022年5月号 - 2024年2月号
- Lie:verse Liars 偽想廻明（原作：Liars Alliance 漫画：小町さんぺい）：2022年11月号 - 2023年12月号 ※2024年1月号で連載中止を発表[25]
- Re:ゼロから始める異世界生活 第一章 王都の一日編（原作：長月達平 キャラクター原案：大塚真一郎 作画：マツセダイチ）：2014年8月号 - 2015年4月号
- Re:ゼロから始める異世界生活 第三章 Truth of Zero（原作：長月達平 キャラクター原案：大塚真一郎 作画：マツセダイチ）：2015年7月号 - 2019年11月号
- RIDDLE JOKER（原作：ゆずソフト 漫画：季月えりか）：2018年3月号 - 2019年11月号
- 【朗報】俺の許嫁になった地味子、家では可愛いしかない。（原作：氷高悠 キャラクター原案：たん旦 漫画：椀田くろ）：2022年3月号 - 2024年4月号[22]
- Robotics;Notes -Pleiades Ambition-（原作：MAGES. 作画：空十雲）：2012年11月号 - 2013年8月号

## アニメ化作品

### テレビアニメ
| 作品                     | 放送年          | アニメーション制作 | 備考                          |
| ------------------------ | --------------- | ------------------ | ----------------------------- |
| まりあ†ほりっく          | 2009年（第1期） | シャフト           |                               |
| まりあ†ほりっく          | 2011年（第2期） | シャフト           |                               |
| ささめきこと             | 2009年          | AIC                |                               |
| 断裁分離のクライムエッジ | 2013年          | Studio五組         |                               |
| のんのんびより           | 2013年（第1期） | SILVER LINK.       | OVA（第1期、第2期）、映画あり |
| のんのんびより           | 2015年（第2期） | SILVER LINK.       | OVA（第1期、第2期）、映画あり |
| のんのんびより           | 2021年（第3期） | SILVER LINK.       | OVA（第1期、第2期）、映画あり |
| ディーふらぐ!            | 2014年          | ブレインズ・ベース | OADあり                       |
| タブー・タトゥー         | 2016年          | J.C.STAFF          |                               |

### OVA
| 作品           | 発売年 | アニメーション制作 | 備考           |
| -------------- | ------ | ------------------ | -------------- |
| 朝まで授業chu! | 2012年 | GoHands            |                |
| ゆめくり       | 2012年 | ディオメディア     | ドラマCDに同梱 |

### 劇場アニメ
| 作品                                         | 公開年        | アニメーション制作 | 備考 |
| -------------------------------------------- | ------------- | ------------------ | ---- |
| ガールズ&パンツァー もっとらぶらぶ作戦です！ | 2025年-2026年 | P.A.WORKS アクタス |      |

## 単行本
「MFコミックス・アライブシリーズ」のレーベルで毎月23日ごろ発売。広告などでは「アライブコミックス」の別名も使われている。

## 兄弟誌
コミックフラッパー
詳細はコミックフラッパーを参照。
コミックアライブPlus
2010年8月31日、ケータイコミックレーベルとして「コミックシーモア」内で配信開始。すべて描きおろしの作品を掲載。毎週火曜日更新。
Comic CYUTT
『Comic CYUTT』（コミックキュット）は、オリジナルの電子書籍漫画誌。パピレスとメディアファクトリーの提携により制作。2009年12月11日より配信開始。毎月第2・第4金曜日発売で、毎号描きおろされた4作品を掲載。本誌は「電子書店パピレス」と「電子貸本Renta!」にて販売された。連載作品については電子書籍はパピレス、紙の単行本はメディアファクトリーが刊行。「『恋』『癒し』『ドラマ』『夢』『笑い』など」をテーマとした作品を掲載。
コミックキューン
本誌創刊100号記念企画として雑誌内雑誌の形で掲載された4コマ誌。2014年10月号から2015年9月号まで掲載され、その後独立創刊した。詳細はコミックキューンを参照。
コミックアライブ+
2022年6月27日、『月刊コミックアライブ』2022年8月号誌上にて、「アライブ16周年一大プロジェクト」の一環として「アライブ+」がWebレーベルとして創刊されることを発表。本誌から派生したレーベルとして、同年7月27日に誕生。「もっとたくさんの、もっと幅広い作品と繋がっていきたい、読者に届けたいという思い」が込められ、レーベルが生まれている。本誌の作品のリバイバル掲載や、オリジナル作品、本誌から移籍した作品を公開。多種多様なジャンルの作品が掲載される。